# Stelis triplicata
Stelis triplicata är en orkidéart som beskrevs av John Lindley. Stelis triplicata ingår i släktet Stelis och familjen orkidéer. Inga underarter finns listade i Catalogue of Life.